# Palomar de La Breña

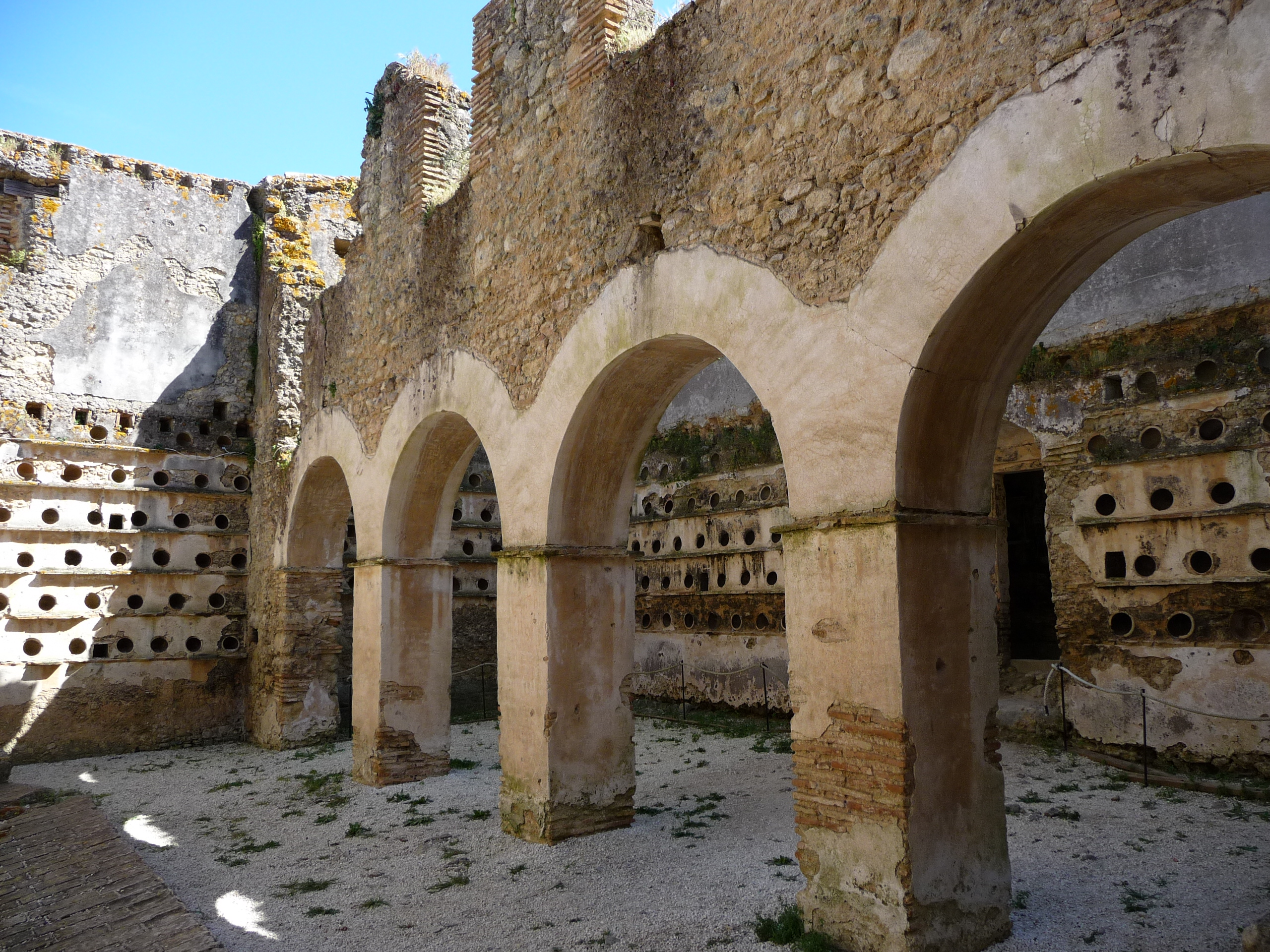
Patio

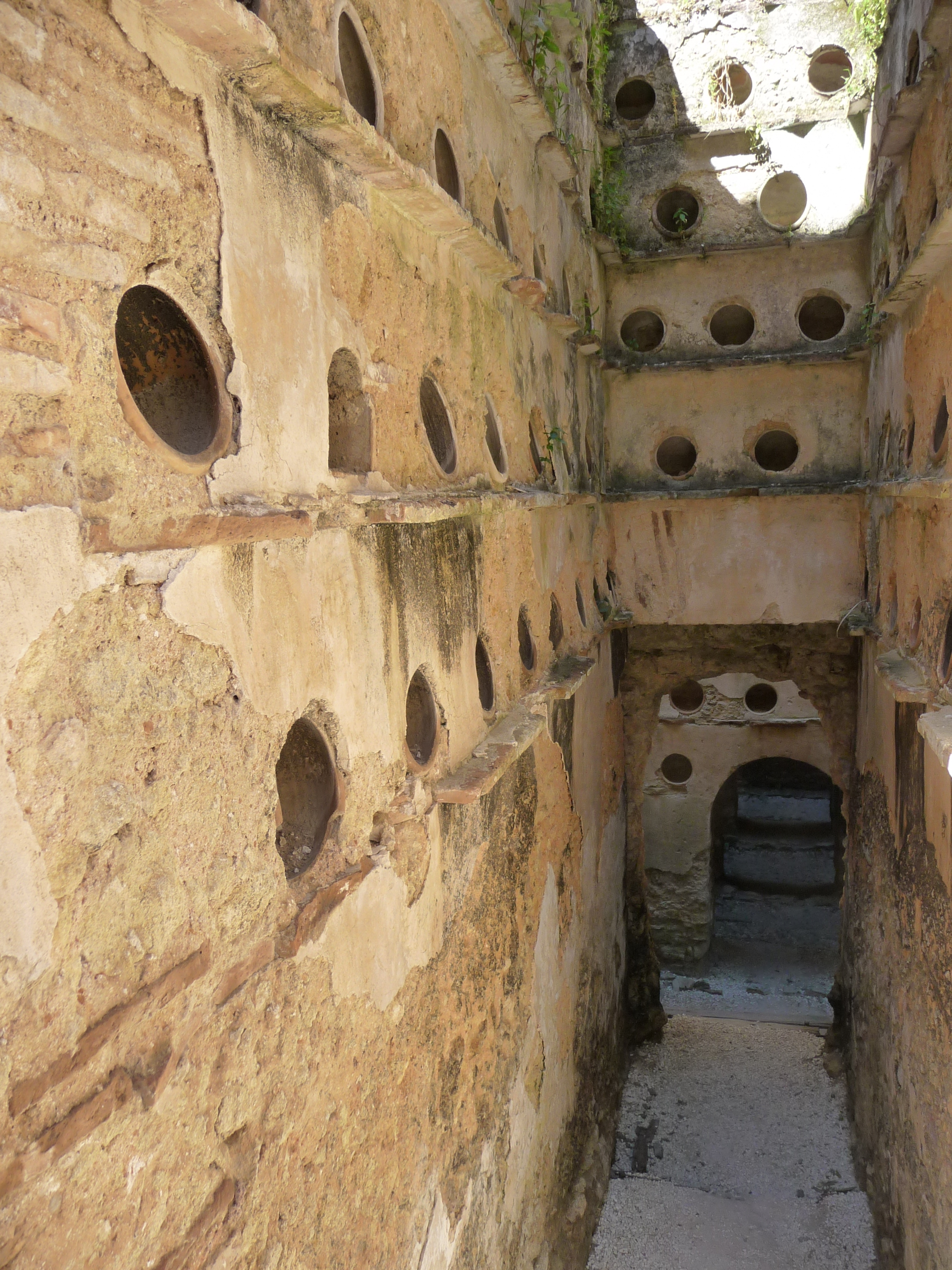
Calle del palomar

El Palomar de La Breña es un palomar de grandes dimensiones situado en una hacienda del siglo XVIII en San Ambrosio (Barbate), al sur de Vejer de la Frontera, dentro del Parque natural de La Breña y Marismas del Barbate.
Actualmente inactivo, es el palomar más grande del mundo, inscrito en el Libro Guinness de los Récords.

## Descripción
El gran complejo de 400 m² del palomar está ahora fuera de uso y forma parte de un hotel rural

pero todavía contiene 7770 nidos de paloma fabricados en terracota.
Se divide en calles paralelas. Los altos muros de once metros son lo suficientemente gruesos para proporcionar confort térmico a las aves. Un canal en el centro del amplio patio cubierto con lonas, ofrecía a las aves un lugar donde podían beber y bañarse, al abrigo del viento y de los depredadores.

## Historia
La hacienda fue construida para abastecer a los barcos que partían hacia América.
 
El Nitrato de potasio del estiércol de paloma (guano) era una materia prima básica para la pólvora. El guano era también muy adecuado para el cultivo del cáñamo y el tabaco. Cada año, el palomar podía producir de 10 a 15 toneladas de guano. Además, los barcos también aprovecharon la carne de paloma y el uso de las mismas como palomas mensajeras. En plena ocupación, el palomar habría requerido una superficie aproximada de 2.500 hectáreas para alimentar a todas las palomas.

## Acceso
El Palomar es en la actualidad parte de un hotel privado, pero aun así se puede visitar gratuitamente pidiendo permiso al personal encargado del hotel.